# Staurostichus chiastoneura
Staurostichus chiastoneura är en tvåvingeart som beskrevs av Hull 1973. Staurostichus chiastoneura ingår i släktet Staurostichus och familjen svävflugor. Inga underarter finns listade i Catalogue of Life.